# Missing (アルバム)
『Missing』（ミッシング）は日本のロックバンド、ART-SCHOOLのコンピレーション・アルバムである。2006年9月6日発売。

## 概要
自主レーベルから初回限定生産で発売されていた二枚のミニアルバム「SCARLET」、「LOST IN THE AIR」をリマスタリングして二曲の新曲を加える形でリリースされた。初回盤にはライブ映像を収録したDVDが付属している。

## 収録曲
1. Missing
PVは渋川清彦が演じる脱獄犯と松田園子演じる恋人の女の逃避行を描く。
2. それは愛じゃない
3. スカーレット
PVは木下が壇上で講演し、歌詞が映画の字幕風に流れる。
4. RAIN SONG
5. クロエ
6. TARANTULA
7. 1995
8. APART
9. 君は僕の物だった
10. LOST IN THE AIR
PVは木下が年末の新宿を彷徨う姿を撮影したもの。
11. FLOWERS
12. 羽根
13. 刺青
14. I CAN'T TOUCH YOU
15. PERFECT

- 「Missing」「それは愛じゃない」は新曲。
- 「スカーレット」〜「君は僕の物だった」はミニアルバム「SCARLET」収録。
- 「LOST IN THE AIR」〜「PERFECT」はミニアルバム「LOST IN THE AIR」収録。

## 初回特典DVD
SHIBUYA-AXで行われたライブの映像を収録している。(「フリージア」のみPV)
1. フリージア（PV）
2. BLACK SUNSHINE
3. スカーレット
4. あと10秒で
5. FADE TO BLACK